# Décès en 861
Décès
- 857
- 858
- 859
- 860
- 861
- 862
- 863
- 864
- 865

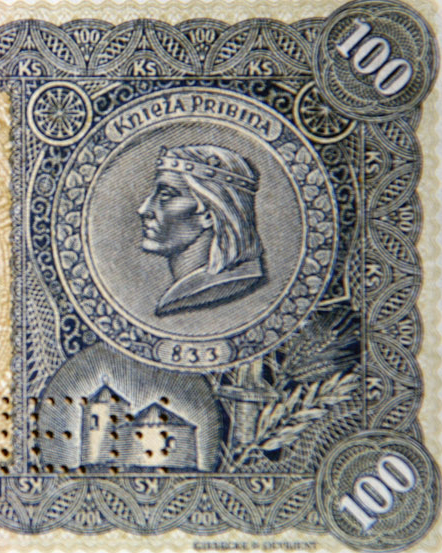
Le prince Pribina, mort en 861.

Cette page dresse une liste de personnalités mortes au cours de l'année 861 :
- 21 janvier : Meinrad d'Einsiedeln, ermite, fondateur de l'abbaye d'Einsiedeln.
- 6 avril : Prudence de Troyes, évêque de Troyes.
- 11 décembre : Jafar al-Mutawakkil, dixième calife abbasside.

Date non connue :
- Ahmad Ibn 'Îsâ Ibn Zayd, un des éminents savants de l'école zaydite, spécialisé dans la jurisprudence et le hadîth.
- Al Ferghani, astronome de Damas. Il calcule les longitudes terrestres et écrit des éléments d’astronomie[1].
- Alvare de Cordoue, écrivain andalou.
- Landon Ier de Capoue, comte de Capoue.
- Pribina, prince slovaque de la Principauté de Nitra, fondateur de la Principauté du Balaton.
- Samuel Ier de Kakhétie, prince de Kakhétie.

## Crédit d'auteurs
- Cet article est partiellement ou en totalité issu de l'article intitulé « 861 » (voir la liste des auteurs).